# شاخص کیفیت هوا

جدول شاخص کیفیت هوا

شاخص کیفیت هوا یا شاخص آلودگی هوا یا نمایۀ آلودگی هوا (به انگلیسی: Air quality index) با نام اختصاری AQI، شاخصی عددی است که توسط سازمان‌های دولتی برای سنجش آلودگی هوای یک منطقه و پیش‌بینی آینده آن به کار می‌رود. با افزایش عدد این شاخص، احتمال در خطر قرار گرفتن سلامت عمومی بالاتر می‌رود. بعضی کشورها مانند کانادا، مالزی و سنگاپور شاخص‌های ملی خودشان را برای تعیین کیفیت هوا توسعه داده‌اند.
در بسیاری از کشورها، برای تعیین شاخص آلودگی، میزان ازون تروپوسفری، ذرات معلق، گوگرد دی‌اکسید، کربن منوکسید  و نیتروژن دی‌اکسید  را می‌سنجند و شاخص کیفیت هوا را بر اساس آن محاسبه می کنند.

## سطوح مختلف

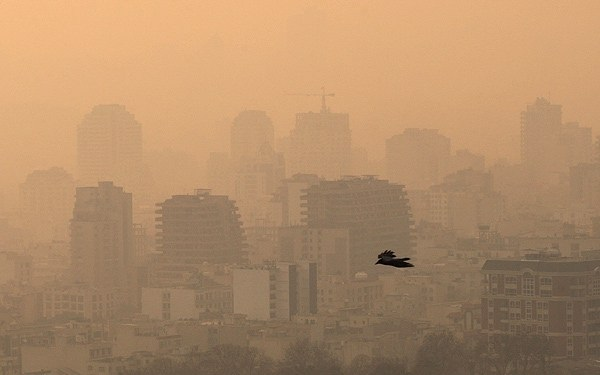
آلودگی هوای تهران، ۱۳۹۱

پاک: در این شرایط کیفیت هوا رضایت‌بخش و دارای خطر سلامتی ناچیز یا به کل فاقد ریسک سلامتی است.
سالم: کیفیت هوا در این شرایط قابل قبول است و برای تعداد بسیار کمی از افراد با ملاحظات بهداشتی خاص همراه است. در این شرایط افرادی که نسبت به ذرات معلق، دی‌اکسید نیتروژن و ازون حساسیت ویژه‌ای دارند ممکن است علائم تنفسی از خود بروز دهند.
ناسالم برای گروه‌های حساس: افراد بیشتری از گروه‌های حساس (مثل بیماران قلبی، سالمندان، کودکان و زنان باردار) در این شرایط ممکن است اثرات بهداشتی خاصی را تجربه نمایند، ولی اکثریت مردم تحت تأثیر قرار نمی‌گیرند.
ناسالم: در این حالت هر فردی ممکن است اثرات سوء بهداشتی را تجربه کند و اعضای گروه‌های حساس نشانه‌های حادتری را بروز می‌دهند.
بسیار ناسالم: در این حالت هر فردی ممکن است تحت خطر اثرات جدی بهداشتی باشد.
خطرناک: این حالت اخطاری جدی برای سلامت همه افراد و بیانگر شرایط اضطراری است.